# Макконнеллс (Південна Кароліна)
Макконнеллс (англ. McConnells) — місто (англ. town) в США, в окрузі Йорк штату Південна Кароліна. Населення — 280 осіб (2020).

## Географія
Макконнеллс розташований за координатами 34°52′37″ пн. ш. 81°13′54″ зх. д. / 34.87694° пн. ш. 81.23167° зх. д. (34.876959, -81.231607).  За даними Бюро перепису населення США в 2010 році місто мало площу 8,86 км², з яких 8,78 км² — суходіл та 0,08 км² — водойми.

## Демографія
Згідно з переписом 2010 року, у місті мешкало 255 осіб у 100 домогосподарствах у складі 77 родин. Густота населення становила 29 осіб/км².  Було 109 помешкань (12/км²).
Расовий склад населення:
| - 74,1 % — білих - 25,5 % — чорних або афроамериканців |

До двох чи більше рас належало 0,4 %. Частка іспаномовних становила 0,8 % від усіх жителів.
За віковим діапазоном населення розподілялося таким чином: 21,2 % — особи молодші 18 років, 67,0 % — особи у віці 18—64 років, 11,8 % — особи у віці 65 років та старші. Медіана віку мешканця становила 44,9 року. На 100 осіб жіночої статі у місті припадало 112,5 чоловіків;  на 100 жінок у віці від 18 років та старших — 103,0 чоловіків також старших 18 років.
Середній дохід на одне домашнє господарство  становив 67 771 долар США (медіана — 52 500), а середній дохід на одну сім'ю — 77 695 доларів (медіана — 61 750). За межею бідності перебувало 11,4 % осіб, у тому числі 20,0 % дітей у віці до 18 років та 0,0 % осіб у віці 65 років та старших.
Цивільне працевлаштоване населення становило 108 осіб. Основні галузі зайнятості: виробництво — 28,7 %, освіта, охорона здоров'я та соціальна допомога — 22,2 %, роздрібна торгівля — 13,9 %, науковці, спеціалісти, менеджери — 12,0 %.